# Цари Шуйские перед Сигизмундом III (1892)
«Цари Шуйские перед Сигизмундом III» или «Цари Шуйские на варшавском сейме» (пол. Carowie Szujscy na Sejmie Warszawskim) — картина польского художника Яна Матейко на исторический сюжет, созданная в 1892 году. Хранится в Доме Яна Матейко в Кракове.

## Описание
На картине изображено реальное историческое событие — присяга пребывавших в польском плену русского царя Василия Шуйского и его братьев, Дмитрия и Ивана Пуговки, королю Речи Посполитой Сигизмунду III и некоронованному русскому царю Владиславу, принесённая 29 октября 1611 года в Сенатской зале Королевского Замка в Варшаве. Василий к тому времени был свергнут с русского престола.
Действие происходит в Большом зале польского Сената. Сигизмунд III сидит на престоле в полном коронационном облачении, стоящий перед ним гетман Станислав Жолкевский указывает на Шуйских. Один из братьев склонился в земном поклоне, другой стоит на коленях и касается лбом земли.
Матейко ещё в 1853 году, когда ему было 15 лет, написал первую картину о присяге Шуйских. К этому сюжету он вернулся в 1892 году, за год до смерти. Специалисты проводят аналогии между этими полотнами и картиной «Прусская дань», на которой герцог Пруссии тоже выражает покорность польскому монарху.